# سن مارتینو سانیتا
سن مارتینو سانیتا (به ایتالیایی: San Martino Sannita) یک کومونه در ایتالیا است که در استان بنونتو واقع شده‌است.

## خصوصیات
سن مارتینو سانیتا ۶٫۳ کیلومترمربع مساحت و ۱٬۲۴۷ نفر جمعیت دارد.